# Denis Mukwege
Denis Mukwege, kongovski ginekolog ter borec za pravice žensk in zoper nasilje nad njimi, * 1. marec 1955, Bukavu, Kongo. 
Denis Mukwege je ustanovil bolnišnico Panzi za pomoč ženskam med porodi, med drugo kongovsko vojno pa je oskrboval predvsem žrtve posilstev tolp.
Za svoje delo je 2014 prejel nagarado Saharov in leta 2018 še Nobelovo nagrado za mir.